# TSV 1860 München/Daten
Diese Seite enthält Rekorde zum TSV 1860 München, außerdem alle Europapokal-Spiele des Vereins und die Mitgliederentwicklung.

## Historische Daten

### Höchste Siege in der Bundesliga
- 27. Februar 1965 (18. Spieltag): TSV 1860 München – Karlsruher SC 9:0 (5:0)
- 7. März 1964 (23. Spieltag): TSV 1860 München – Hamburger SV 9:2 (3:1)
- 16. April 1966 (29. Spieltag): Borussia Neunkirchen – TSV 1860 München 1:9 (0:4)
- 9. November 1963 (10. Spieltag): TSV 1860 München – 1. FC Saarbrücken 7:1 (1:1)

### Höchste Niederlagen in der Bundesliga
- 8. März 2003 (24. Spieltag): Hertha BSC – TSV 1860 München 6:0 (3:0)
- 13. Juni 1981 (34. Spieltag): Karlsruher SC – TSV 1860 München 7:2 (1:1)
- 10. Mai 1980 (Nachholspiel vom 30. Spieltag): FC Bayern München – TSV 1860 München 6:1 (4:1)
- 15. Februar 2003 (21. Spieltag): TSV 1860 München – FC Bayern München 0:5 (0:0)

### Torreichste Spiele in der Bundesliga
- 7. März 1964 (23. Spieltag): TSV 1860 München – Hamburger SV 9:2 (3:1)
- 20. Februar 1965 (22. Spieltag): TSV 1860 München – Hertha BSC 6:4 (3:1)
- 16. Mai 1966 (29. Spieltag): Borussia Neunkirchen – TSV 1860 München 1:9 (0:4)
- 26. Januar 1980 (19. Spieltag): Werder Bremen – TSV 1860 München 4:6 (1:2)

### Historische Spiele
- 27. November 1999 (13. Spieltag): TSV 1860 München – FC Bayern München 1:0 (0:0)

1. Derby-Sieg nach 22 Jahren gegen den FC Bayern
- 13. Oktober 2001 (9. Spieltag): TSV 1860 München – FC Bayern München 1:5 (1:2)

Folge: Entlassung des Trainers Werner Lorant

### Bundesliga-Torschützenkönige
- 1964/1965: Rudolf Brunnenmeier 24 Tore
- 1999/2000: Martin Max 19 Tore
- 2001/2002: Martin Max 18 Tore

## Internationale Spiele

### Saison 1964/1965 (Europapokal der Pokalsieger)
- 1. Runde: TSV 1860 München – Union Luxemburg 4:0 (A) und 6:0 (H)
- 2. Runde: TSV 1860 München – FC Porto 1:0 (A) und 1:1 (H)
- Viertelfinale: TSV 1860 München – Legia Warschau 4:0 (A) und 0:0 (H)
- Halbfinale: TSV 1860 München – AC Turin 0:2 (A) und 3:1 (H) – Entscheidungsspiel 2:0 (in Zürich)
- Finale: TSV 1860 München – West Ham United 0:2 (in London)

### Saison 1965/1966 (Messepokal)
- 1. Runde: TSV 1860 München – Malmö FF 3:0 (A) und 4:0 (H)
- 2. Runde: TSV 1860 München – Göztepe Izmir 1:2 (A) und 9:1 (H)
- Achtelfinale: TSV 1860 München – FC Servette Genf 1:1 (A) und 4:1 (H)
- Viertelfinale: TSV 1860 München – Chelsea London 2:2 (H) und 0:1 (A)

### Saison 1966/1967 (Europapokal der Landesmeister)
- 1. Runde: TSV 1860 München – Omonia Nikosia 8:0 (H) und 2:1 (A)
- 2. Runde: TSV 1860 München – Real Madrid 1:0 (H) und 1:3 (A)

### Saison 1967/1968 (Messepokal)
- 1. Runde: TSV 1860 München – FC Servette Genf 2:2 (A) und 4:0 (H)
- 2. Runde: TSV 1860 München – FC Liverpool 0:8 (A) und 2:1 (H)

### Saison 1968/1969 (Messepokal)
- 1. Runde: TSV 1860 München – Legia Warschau 0:6 (A) und 2:3 (H)

### Saison 1969/1970 (Messepokal)
- 1. Runde: TSV 1860 München – Skeid Oslo 2:2 (H) und 1:2 (A)

### Saison 1996/1997 (UEFA Intertoto Cup)
- Qualifikation (Gruppenphase): TSV 1860 München – Spartak Warna 1:2 (A)
- Qualifikation (Gruppenphase): TSV 1860 München – ŁKS Łódź 5:0 (H)
- Qualifikation (Gruppenphase): TSV 1860 München – Kaučuk Opava 2:0 (A)
- Qualifikation (Gruppenphase): TSV 1860 München – KAMAZ Tschelny 0:1 (H)

### Saison 1997/1998 (UEFA-Pokal)
- 1. Runde: TSV 1860 München – FC Jazz Pori 1:0 (A) und 6:1 (H)
- 2. Runde: TSV 1860 München – SK Rapid Wien 0:3 (A) und 2:1 (H)

### Saison 2000/2001 (Champions League)
- Qualifikation: TSV 1860 München – Leeds United 1:2 (A) und 0:1 (H)

- UEFA-Pokal (1. Runde): TSV 1860 München – FC Petra Drnovice 0:0 (A) 1:0 (H)
- UEFA-Pokal (2. Runde): TSV 1860 München – Halmstads BK 2:3 (A) 3:1 (H)
- UEFA-Pokal (3. Runde): TSV 1860 München – AC Parma 2:2 (A) 0:2 (H)

### Saison 2001/2002 (UEFA Intertoto Cup)
- Qualifikation (1. Runde): TSV 1860 München – FK Sartid Smederevo 3:1 (H) und 3:2 (A)
- Qualifikation (2. Runde): TSV 1860 München – RKC Waalwijk 2:1 (A) und 3:1 (H)
- Qualifikation (3. Runde): TSV 1860 München – Newcastle United 2:3 (H) und 1:3 (A)

### Saison 2002/2003 (UEFA Intertoto Cup)
- Qualifikation: TSV 1860 München – BATE Baryssau 0:1 (H) und 0:4 (A)

## Titel und Erfolge der Nachwuchsmannschaften

### A-Junioren/U19
- Deutscher Vizemeister:
  - 1997: Borussia Dortmund – TSV 1860 München 2:1
- DFB-Junioren-Vereinspokal:
  - 2000: TSV 1860 München – Hamburger SV 2:1
  - 2007: TSV 1860 München – VfL Wolfsburg 2:1
- Blue-Stars-Turnier-Sieg: 1967
- Bayerischer Meister:
  - 1951:  TSV 1860 München – FC Bayern Hof 1:0/2:0
  - 1957: TSV 1860 München – BC Augsburg 5:1
  - 1963: TSV 1860 München – 1. FC Nürnberg 2:1 n. V.
  - 1982: TSV 1860 München – 1. FC Nürnberg 2:1
  - 1983: TSV 1860 München – 1. FC Nürnberg 4:3 n. V.
  - 1988: TSV 1860 München – 1. FC Nürnberg 5:3 e.E.
  - 1998: TSV 1860 München II – SpVgg Greuther Fürth 2:1
- Bayerischer Vizemeister:
  - 1958: 1. FC Nürnberg – TSV 1860 München 3:1
  - 1969: 1. FC Nürnberg – TSV 1860 München 1:0
  - 1970: 1. FC Nürnberg – TSV 1860 München 3:1
  - 1977: 1. FC Nürnberg – TSV 1860 München 2:1
  - 1984: 1. FC Nürnberg – TSV 1860 München 8:7 n. E.
  - 1986: 1. FC Nürnberg – TSV 1860 München 2:0
- BFV-Pokal:
  - 2006: TSV 1860 München – SC Feucht 2:1
  - 2007: TSV 1860 München – SC 04 Schwabach 5:0
- Bayerischer Hallenmeister: 1990, 1991, 1996, 2002, 2005, 2011

### B-Junioren/U17
- Deutscher Meister:
  - 2006: TSV 1860 München – Borussia Dortmund 2:0
- Deutscher Vizemeister:
  - 1984: Borussia Dortmund – TSV 1860 München 1:0
- Bayerischer Meister:
  - 1975: TSV 1860 München – 1. FC Nürnberg 1:0
  - 1980: TSV 1860 München – 1. FC Nürnberg 2:1
  - 1984: TSV 1860 München – FC Augsburg 1:0 n. V.
- Bayerischer Vizemeister:
  - 1979: FC Augsburg – TSV 1860 München 8:1
  - 1981: FC Augsburg – TSV 1860 München 5:4
  - 1999: 1. FC Nürnberg – TSV 1860 München 2:0 n. V.
- Bayerischer Hallenmeister: 2003, 2004, 2005, 2006, 2007, 2008, 2009, 2012

### C-Junioren/U15
- Deutscher Futsal-Meister
  - 2023
- Süddeutscher Futsal-Meister
  - 2023
- Bayrischer Futsal-Meister
  - 2023

- Bayerischer Meister:
  - 1979: TSV 1860 München – TSV Katzwang 2:0
  - 1980: TSV 1860 München – 1. FC Nürnberg 1:0
  - 1997: TSV 1860 München – FC Augsburg 2:1
  - 1998: TSV 1860 München – FC Memmingen 8:3
  - 2000: TSV 1860 München – 1. FC Nürnberg 6:3 n. E.
- Bau-Pokal:
  - 2003: TSV 1860 München – FC Dingolfing 2:0
  - 2005: TSV 1860 München – SSV Jahn Regensburg 6:3 n. E.
- Vize-Bau-Pokal:
  - 2002: SpVgg Greuther Fürth – TSV 1860 München 7:1

## Entwicklung der Mitglieder- und Zuschauerzahlen
Die folgende Tabelle zeigt die Anzahl der Mitglieder und die Zuschauerzahlen des TSV 1860 München im chronologischen Überblick. Der Stand der Mitglieder ist, sofern nicht anders angegeben, vom jeweiligen Geschäftsjahresende am 30. Juni. Hochgestellte Zahlen geben den Monat an.
| Jahr | Mitglieder |
| ---- | ---------- |
| 1860 | 150        |
| 1861 | 212        |
| 1862 | 553        |
| 1868 | 500        |
| 1900 | 1.739      |
| 1901 | 1.712      |
| 1902 | 1.851      |
| 1903 | 2.240      |
| 1904 | 2.666      |
| 1905 | 2.857      |
| 1906 | 2.732      |
| 1907 | 2.931      |
| 1908 | 2.695      |
| 1909 | 2.870      |
| 1912 | 3.200      |
| 1925 | 4.300      |

| Jahr    | Liga | Zuschauer | Mitglieder |
| ------- | ---- | --------- | ---------- |
| 1946/47 | I    | 15.033    |            |
| 1947/48 | I    | 18.158    |            |
| 1948/49 | I    | 17.533    |            |
| 1949/50 | I    | 17.600    |            |
| 1950/51 | I    | 15.294    |            |
| 1951/52 | I    | 17.400    |            |
| 1952/53 | I    | 14.867    |            |
| 1953/54 | II   | 5.647     |            |
| 1954/55 | II   | 12.000    |            |
| 1955/56 | I    | 19.000    |            |
| 1956/57 | II   | 11.176    |            |
| 1957/58 | I    | 20.867    |            |
| 1958/59 | I    | 18.933    |            |
| 1959/60 | I    | 17.733    | 3.320      |
| 1960/61 | I    | 13.667    | 3.397      |
| 1961/62 | I    | 13.467    | 2.683      |
| 1962/63 | I    | 22.000    | 2.853      |
| 1963/64 | I    | 31.949    | 3.553      |
| 1964/65 | I    | 26.765    | 3.944      |
| 1965/66 | I    | 29.316    | 4.581      |
| 1966/67 | I    | 23.621    | 5.487      |
| 1967/68 | I    | 19.611    | 6.427      |
| 1968/69 | I    | 16.012    | 6.492      |
| 1969/70 | I    | 14.923    | 5.417      |

| Jahr    | Liga | Zuschauer | Mitglieder |
| ------- | ---- | --------- | ---------- |
| 1970/71 | II   | 9.022     | 4.814      |
| 1971/72 | II   | 15.694    | 4.700      |
| 1972/73 | II   | 13.823    | 4.780      |
| 1973/74 | II   | 28.070    | 4.153      |
| 1974/75 | II   | 22.194    | 4.858      |
| 1975/76 | II   | 14.345    | 5.265      |
| 1976/77 | II   | 19.654    | 5.347      |
| 1977/78 | I    | 28.094    | 5.335      |
| 1978/79 | II   | 15.857    | 6.057      |
| 1979/80 | I    | 28.067    | 6.248      |
| 1980/81 | I    | 23.805    | 6.320      |
| 1981/82 | II   | 11.511    | 6.795      |
| 1982/83 | III  | 6.944     | 6.969      |
| 1983/84 | III  | 7.273     | 6.417      |
| 1984/85 | III  | 3.410     | 5.974      |
| 1985/86 | III  | 7.350     | 5.931      |
| 1986/87 | III  | 7.310     | 5.765      |
| 1987/88 | III  | 4.120     | 5.762      |
| 1988/89 | III  | 6.240     | 5.757      |
| 1989/90 | III  | 8.447     | 5.674      |
| 1990/91 | III  | 10.400    | 5.672      |
| 1991/92 | II   | 16.200    | 5.382      |
| 1992/93 | III  | 6.500     | 5.858      |
| 1993/94 | II   | 17.647    | 5.903      |

| Jahr    | Liga | Zuschauer | Mitglieder |
| ------- | ---- | --------- | ---------- |
| 1994/95 | I    | 30.576    | 7.763      |
| 1995/96 | I    | 35.512    | 11.494     |
| 1996/97 | I    | 38.794    | 14.102     |
| 1997/98 | I    | 33.541    | 15.644     |
| 1998/99 | I    | 32.453    | 21.216     |
| 1999/00 | I    | 32.706    | 22.293     |
| 2000/01 | I    | 27.971    | 22.983     |
| 2001/02 | I    | 26.376    | 23.602     |
| 2002/03 | I    | 26.500    | 23.436     |
| 2003/04 | I    | 28.331    | 22.270     |

| Jahr    | Liga | Zuschauer | Mitglieder |
| ------- | ---- | --------- | ---------- |
| 2004/05 | II   | 20.117    | 21.122     |
| 2005/06 | II   | 41.371 A  | 20.637     |
| 2006/07 | II   | 36.001    | 20.725     |
| 2007/08 | II   | 34.874    | 20.374     |
| 2008/09 | II   | 28.135    | 19.3177    |
| 2009/10 | II   | 22.515    | 19.4907    |
| 2010/11 | II   | 19.762    | 19.0777    |
| 2011/12 | II   | 22.898    | 19.0897    |
| 2012/13 | II   | 22.682    | 19.4267    |
| 2013/14 | II   | 19.312    | 19.5007    |
| 2014/15 | II   | 21.918    | 19.0297    |
| 2015/16 | II   | 23.359    | 18.7277    |
| 2016/17 | II   | 25.900    | 19.5007    |

| Jahr    | Liga | Zuschauer | Mitglieder |
| ------- | ---- | --------- | ---------- |
| 2017/18 | IV   | 12.465 B  | 20.1087    |
| 2018/19 | III  | 14.953    | 22.2707    |
| 2019/20 | III  | 14.923 B  | 23.0177    |
| 2020/21 | III  |           | 22.7889    |